# Cala Galera
La cala Galera és una cala i una platja del municipi del Port de la Selva (Alt Empordà), situada a la badia del Golfet, al Parc Natural del Cap de Creus. Orientada al nord-est, té una longitud de 15 m i una amplada de 10 m, formada per còdols de color grisós, que pot veure's totalment ocupada per les ones en cas de mala mar.
Davant de la platja hi ha un rosari de petits illots i esculls de roca: l'illa del Marquès, el Bol del Sorell, l'illa del Bergantí i l'illa de la Galera, aquesta darrera és la més gran i la més allunyada de la costa.
Prop de l'illa de la Galera, que anteriorment s'anomenava Balandrau, el 22 de març de 1654 naufragà una nau, la Gran Pelikana, abanderada a Hamburg (Alemanya), que provenia de Cadis, amb destinació les costes d'Itàlia. Duia plata i moneda, que els habitats de Cadaqués es van llançar a l'espoli abans de l'actuació de la corona espanyola.